# Diocesi di Alajuela
La diocesi di Alajuela (in latino Dioecesis Alaiuelensis) è una sede della Chiesa cattolica in Costa Rica suffraganea dell'arcidiocesi di San José de Costa Rica. Nel 2022 contava 623.746 battezzati su 902.732 abitanti. È retta dal vescovo Bartolomé Buigues Oller, T.C.

## Territorio
La diocesi comprende parte delle province costaricane di Alajuela e di Puntarenas.
Sede vescovile è la città di Alajuela, dove si trova la cattedrale della Vergine del Pilar.
Il territorio si estende su 2.784 km² ed è suddiviso in 34 parrocchie, raggruppate in 7 vicariati.

## Storia
La diocesi è stata eretta il 16 febbraio 1921 con la bolla Praedecessorum Nostrorum di papa Benedetto XV, ricavandone il territorio dalla diocesi di San José de Costa Rica, che contestualmente è stata elevata al rango di arcidiocesi metropolitana.
Il 19 agosto 1954 e il 22 luglio 1961 ha ceduto porzioni del suo territorio a vantaggio dell'erezione rispettivamente delle diocesi di San Isidro de El General e di Tilarán (oggi diocesi di Tilarán-Liberia).
Come ricompensa per queste cessioni, il 21 agosto 1961 la diocesi di Alajuela si è ingrandita, in forza del decreto Maiori animarum della Congregazione Concistoriale, acquisendo territori dall'arcidiocesi di San José de Costa Rica e dal vicariato apostolico di Limón (oggi diocesi).
Nel 1981 ha ceduto il territorio del cantone di Turrubares all'arcidiocesi di San José de Costa Rica.
Il 25 luglio 1995 Alajuela ha ceduto un'ulteriore porzione del proprio territorio per l'erezione della diocesi di Ciudad Quesada.

## Cronotassi dei vescovi
Si omettono i periodi di sede vacante non superiori ai 2 anni o non storicamente accertati.
- Antonio del Carmen Monestel Zamora † (10 marzo 1921 - 8 ottobre 1937 deceduto)
- Víctor Manuel Sanabria Martínez † (12 marzo 1938 - 7 marzo 1940 nominato arcivescovo di San José de Costa Rica)
- Juan Vicente Solís Fernández † (3 luglio 1940 - 30 marzo 1967 ritirato[3])
  - Sede vacante (1967-1970)
- Enrique Bolaños Quesada † (6 marzo 1970 - 13 dicembre 1980 ritirato)
- José Rafael Barquero Arce † (22 dicembre 1980 - 3 luglio 2007 ritirato)
- Ángel San Casimiro Fernández, O.A.R. (3 luglio 2007 - 1º marzo 2018 ritirato)
- Bartolomé Buigues Oller, T.C., dal 1º marzo 2018

## Statistiche
La diocesi nel 2022 su una popolazione di 902.732 persone contava 623.74 battezzati, corrispondenti al 69,1% del totale.
| anno | popolazione | popolazione | popolazione | presbiteri | presbiteri | presbiteri | presbiteri                | diaconi | religiosi | religiosi | parrocchie |
| anno | battezzati  | totale      | %           | numero     | secolari   | regolari   | battezzati per presbitero | diaconi | uomini    | donne     | parrocchie |
| ---- | ----------- | ----------- | ----------- | ---------- | ---------- | ---------- | ------------------------- | ------- | --------- | --------- | ---------- |
| 1948 | 298.160     | 808.138     | 36,9        | 45         | 29         | 16         | 6.625                     |         | 18        | 21        | 28         |
| 1959 | 390.874     | 398.374     | 98,1        | 53         | 36         | 17         | 7.374                     |         | 17        | 82        | 28         |
| 1966 | 258.307     | 267.347     | 96,6        | 76         | 52         | 24         | 3.398                     |         | 27        | 83        | 28         |
| 1970 | 307.778     | 324.487     | 94,9        | 64         | 49         | 15         | 4.809                     |         | 16        | 67        | 29         |
| 1976 | 356.108     | 378.840     | 94,0        | 71         | 56         | 15         | 5.015                     |         | 26        | 82        | 34         |
| 1980 | 376.000     | 393.000     | 95,7        | 77         | 55         | 22         | 4.883                     |         | 32        | 108       | 37         |
| 1990 | 416.000     | 470.000     | 88,5        | 107        | 71         | 36         | 3.887                     |         | 43        | 103       | 42         |
| 1999 | 343.000     | 400.000     | 85,8        | 89         | 69         | 20         | 3.853                     | 1       | 27        | 80        | 30         |
| 2000 | 391.742     | 435.269     | 90,0        | 94         | 74         | 20         | 4.167                     | 1       | 27        | 80        | 30         |
| 2001 | 554.000     | 604.000     | 91,7        | 94         | 74         | 20         | 5.893                     | 1       | 27        | 80        | 30         |
| 2002 | 562.000     | 610.000     | 92,1        | 94         | 74         | 20         | 5.978                     | 1       | 27        | 87        | 30         |
| 2003 | 522.750     | 618.000     | 84,6        | 101        | 81         | 20         | 5.175                     | 1       | 28        | 87        | 30         |
| 2004 | 529.399     | 623.944     | 84,8        | 105        | 85         | 20         | 5.041                     | 1       | 27        | 84        | 31         |
| 2006 | 551.100     | 662.520     | 83,2        | 101        | 83         | 18         | 5.456                     | 1       | 23        | 60        | 31         |
| 2012 | 468.438     | 678.896     | 69,0        | 112        | 94         | 18         | 4.182                     |         | 32        | 78        | 34         |
| 2015 | 547.430     | 703.000     | 77,9        | 100        | 88         | 12         | 5.474                     | 1       | 19        | 36        | 35         |
| 2018 | 569.720     | 801.425     | 71,1        | 102        | 87         | 15         | 5.585                     |         | 17        | 83        | 34         |
| 2020 | 564.300     | 802.991     | 70,3        | 105        | 93         | 12         | 5.374                     | 1       | 14        | 83        | 34         |
| 2022 | 623.746     | 902.732     | 69,1        | 103        | 91         | 12         | 6.055                     | 1       | 14        | 83        | 34         |